# Tug of War (Enchant)
Tug of War è il settimo album in studio del gruppo musicale statunitense Enchant, pubblicato nel 2003 dalla Inside Out Music.
Tale pubblicazione ha segnato il debutto di Ben Jenkins alla tastiera.

## Tracce
1. Sinking Sand – 7:09
2. Tug of War – 7:41
3. Holding the Wind – 5:45
4. Beautiful – 4:28
5. Queen of the Informed – 7:01
6. Living in a Movie – 6:58
7. Long Way Down – 4:57
8. See No Evil – 5:52
9. Progtology – 6:46
10. Comatose – 8:50
11. Below Zero (Bonus Track) – 6:28

## Formazione
- Ted Leonard – voce
- Douglas A. Ott – chitarra
- Ed Platt – basso
- Bill Jenkins – tastiere
- Sean Flanegan – batteria